# Blpin House
Blpin House (블핑하우스?, Beulping ha-useuLR, conosciuto con il titolo internazionale Blackpink House) è stato un programma televisivo sudcoreano di genere varietà, andato in onda nel 2018 su JTBC, avente per protagonista il girl group Blackpink. Il primo episodio è andato in onda il 6 gennaio 2018, ed è stato trasmesso anche tramite piattaforme web YouTube e V Live.

## Produzione
Prima di Blpin House, la YG Entertainment, agenzia delle Blackpink, ha registrato vari programmi per altri suoi artisti, come Big Bang TV, 2NE1 TV e Winner TV.
Il 25 agosto 2016 è stato lanciato su Naver TV il primo episodio del programma, all'epoca intitolato Blackpink TV. Si è trattato di un test, dopo il quale l'agenzia ha annunciato che il gruppo avrebbe iniziato a registrare il programma, uno show che avrebbe mostrato cosa facevano i membri del gruppo nella loro vita quotidiana e il loro comportamento fuori dai riflettori. Quando i membri del gruppo hanno espresso alcuni loro desideri come una vacanza estiva, Yang Hyun-suk, nonché fondatore dell'agenzia, ha proposto loro un nuovo programma come risposta al loro desiderio, una vacanza per alleviare lo stress del loro lavoro. Inoltre, ha anche affermato che, come parte dello spettacolo, sarebbe stata costruita una casa di colore rosa in cui vivere durante i cento giorni di permanenza per le riprese dello spettacolo. A novembre 2017 la YG Entertainment ha pubblicato un video teaser sull'account YouTube del quartetto annunciando così l'imminente inizio del programma. Il primo episodio è andato in onda il 6 gennaio 2018, ricevendo un buon responso dal pubblico, e il programma ha superato 10 milioni di visualizzazioni in cinque giorni.

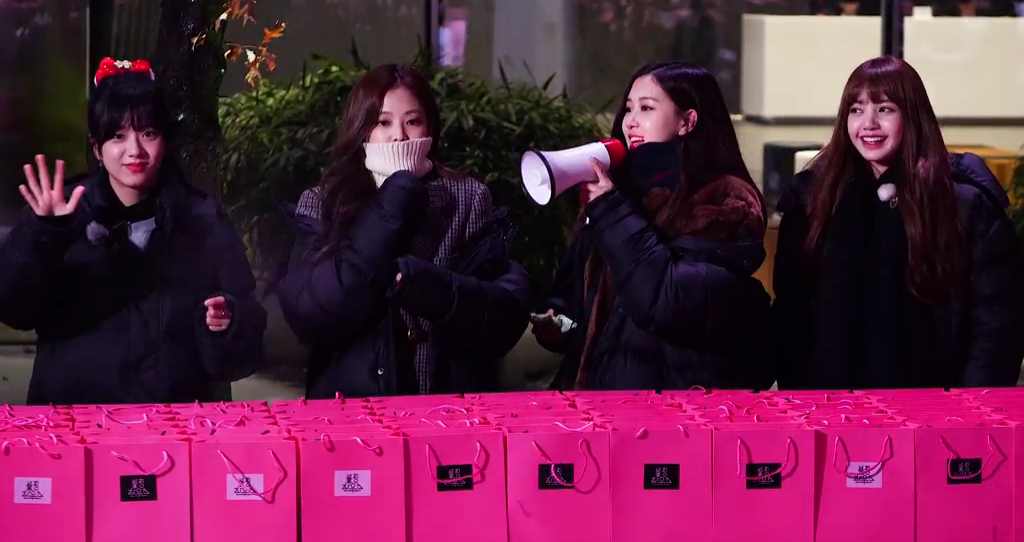
Le Blackpink durante un episodio del programma

Ogni episodio è diviso in cinque parti: quattro vengono caricate di sabato su YouTube e V Live, mentre la quinta di domenica, quando viene inoltre trasmesso l'episodio intero su JTBC2 e su Olleh TV.
A giugno 2020, gli episodi dello show, hanno complessivamente più di 400 milioni di visualizzazioni su YouTube.